# Heer
Heer var den den tyske hær (1935-1945). Heer udgjorde landstyrkerne indenfor Wehrmacht fra 1935 til den formelt blev opløst i 1946. De øvrige værn i Wehrmacht var Kriegsmarine og Luftwaffe.
Under 2. Verdenskrig var der 13,6 millioner soldater, der gjorde tjeneste i den tyske hær. Hæren bestod af frivillige og værnepligtige.